# Всгорю в огне очищения
Всгорю в огне очищения (азерб. Müqəddəs oda yanaram) — советская драма 1991 года производства киностудии AMAfilm. Один из последних советских фильмов.

## Сюжет
Тема фильма — внутреннее, духовное очищение человека, его возвращение к себе и обществу. Главный герой фильма достигает этого, несколько раз сбивась с пути. Герой, писатель хочет написать какое-то произведение, но у него на душе неспокойно, и поэтому он не в состоянии продолжать дальше работу, но встреча с красивой девушкой Захрой притягивает новые силы и он вновь приступил к активному творчеству. Фильм создан при финансовой поддержке Пермского городского исполнительного комитета.

## Создатели фильма

### В ролях
Гамлет Курбанов — дядя Садых
Гамида Омарова — Захра
Физули Гусейнов — Заур
Яшар Нури — Октай
Лейла Бадирбейли — тётя Захры
Аббас Гахраманов — Расим
Аян Фатуллаева — Джамиля
Афаг Мовсункызы — невеста Одлара

### Административная группа
авторы сценария : Хафиз Фатуллаев
режиссёр-постановщик : Гюльбениз Азимзаде, Хафиз Фатуллаев
оператор-постановщик : Алекпер Мурадов
художник-постановщик : Маис Агабеков
композитор : Эльдар Мансуров
звукооператор : Татьяна Керимова
художник-гримёр : Мехрибан Эфендиева
автор текста песни : Исмаил Дадашов